# Хамза Хакімзаде Ніязі
Хамза Хакімзаде Ніязі (узб. Hamza Hakimzoda Niyoziy; 22 лютого (6 березня) 1889, Коканд — 18 березня 1929, Шахімардан, Узбецька РСР) — узбецький радянський поет, драматург і громадський діяч, композитор і музикант; Народний поет Узбецької РСР (1926). Член РСДРП (від 1920 року).
Хамза, що відомий са́ме за власним ім'ям (за яким зазначається у більшості енциклопедій та довідників), є основоположником літератури і театру соціалістичного реалізму узбецькою мовою.

## З біографії та творчості
Хамза Хакімзаде Ніязі народився 22 лютого (6 березня) 1889 року в родині лікаря. Навчався у мектебі, потім у медресе. Організувавши безкоштовну школу для бідноти, викладав у ній.
Вірші Хамза почав писати від 1899 року під впливом творчості узбецьких просвітителів Мукімі та Фурката.
Основний твір дореволюційного творчості Хамзи, рукописний віршований «Диван» (1905—14) узбецькою і таджицькою мовами, був опублікований посмертно. У деяких газелях «Дивану» поряд з традиційними образами нерозділеного кохання присутні мотиви викриття соціальної нерівності, захисту науки і освіти. Цими ж мотивами пройняті і перші опубліковані твори Хамзи: вірш «Рамазан» (1914), повість «Нове щастя» (1915), п'єса «Отруєне життя» (1916).
У 1916—19 роках Хамза випустив 7 збірок віршів, у яких відбився перехід поета з позицій революційно-демократичного просвітительства на позиції революційної боротьби. Вірші, включені до збірки «Запашна троянда» (1919), стали першими зразками пролетарської поезії узбецькою мовою.
Після Жовтневої революції 1917 року Хамза вчителював у Коканді та Фергані, організував пересувну театральну трупу, що обслуговувала частини Червоної Армії на Туркестанському фронті, працював співробітником Політвідділу Туркфронту, а пізніше — Облполітпросвіту.
1918 року Хамза написав п'єсу «Бай і наймит», що стала першим твором узбецької радянської драматургії. Популярність мають і дотепер п'єси Хамзи «Витівки Майсари» (1926) і «Таємниці паранджі» (1927), в яких йдеться про важку долю узбецьких жінок у дореволюційні роки. Митець є також автором декількок десятків пісень. Збираючи в різних районах Узбекистану народні пісні, Хамза виконував їх на національних інструментах. З музичного доробку Хамзи вціліло не все. Деякі з його мелодій увійшли до збірки «Пісні Фергани, Бухари і Хіви» (1931); частину пісень Хамзи було записана від відомих узбецьких співаків.
Хамза активно провадив громадську роботу, боровся за розкріпачення жінок Сходу, викривав дії націоналістів і реакційного духовенства. Хамза був убитий розлюченим натовпом релігійних фанатиків.
Хамза — основоположник літератури соціалістичного реалізму узбецькою мовою. Він збагатив класичну поетичну метрику (аруз) за рахунок форм народного вірша (бармак). Хамза залишив помітний слід в історії розвитку соціалістичної культури Узбекистану не тільки як поет і драматург, але і як театральний діяч, композитор і музикант. Його ім'я присвоєно Кокандському міському театру музичної драми (за СРСР ім'я Хамзи носив Узбецький державний академічний театр драми у Ташкенті), існує станція Хамзи ташкентського метро, за СРСР ім'я Хамзи носила Державна премія Узбецької РСР.
У 1977—84 роках узбецький режисер Шухрат Аббасов зняв на кіностудії «Узбекфільм» 17-серійний художній телевізійний фільм «Вогняні дороги» про життєві й творчі шляхи Хамзи. Головну роль — втілення образу поета виконав відомий узбецький актор Ілмас Оліходжаєв.
Окремі твори Хамзи українською мовою переклав М. Терещенко.